# Пак-билдинг
Пак-билдинг — многофункциональное здание, расположенное на Лафайетт-стрит в Нью-Йорке. Оно выполнено в стиле рундбогенстиль и имеет девятиэтажную пристройку.
Здание было спроектировано Альбертом Вагнером, а фасад со стороны Лафайетт-стрит разработан Германом Вагнером. Пак-Билдинг является архитектурной достопримечательностью Нью-Йорка и внесён в Национальный реестр исторических мест США.
Пак-билдинг расположен в квартале, ограниченном улицами Лафайетт-стрит, Хаустон-стрит, Малберри-стрит и Джерси-стрит. Фасад здания выполнен из красного кирпича и разделён на равные по ширине вертикальные секции. Горизонтально фасад разделён на несколько ярусов, при этом арки верхних ярусов шире, чем арки нижних. 
Фасад украшают две фигуры шекспировского персонажа Пака работы Генри Бэрера. На верхних этажах расположен пентхаус. Изначально интерьеры здания были организованы в виде офисов открытого типа, которые сохранились до конца XX века.
В подвале и на первых двух этажах здания расположены торговые площади, на промежуточных этажах — офисные и студийные помещения, а на самых высоких этажах — шесть пентхаусов.
В здании, построенном в 1886 году и дополненном пристройкой в период с 1892 по 1893 год, некоторое время печатался сатирический журнал Puck. В конце 1890-х годов после расширения Лафайетт-стрит западная часть здания была снесена, и на её месте был построен новый фасад с выходом на Лафайетт-стрит.
В 1918 году журнал Puck прекратил свою деятельность, и здание использовалось типографиями в течение нескольких десятилетий. В 1978 году здание было приобретено Полом Серрой, который с партнёром Питером Джи переоборудовал его в коммерческие кондоминиумы, завершённые в 1983 году. В 1986 году здание было приобретено синдикатом во главе с Гарри Скайделлом, который провёл ремонт. В 1990-х годах компания Kushner Properties взяла здание под свой контроль.
В 2011 году нижние этажи были переоборудованы в магазин, а в период между 2011 и 2013 годами Kushner Properties добавила в здание пентхаусы.